# Polysphaeria acuminata
Polysphaeria acuminata är en måreväxtart som beskrevs av Bernard Verdcourt. Polysphaeria acuminata ingår i släktet Polysphaeria och familjen måreväxter. Inga underarter finns listade i Catalogue of Life.